# Hiram Abif

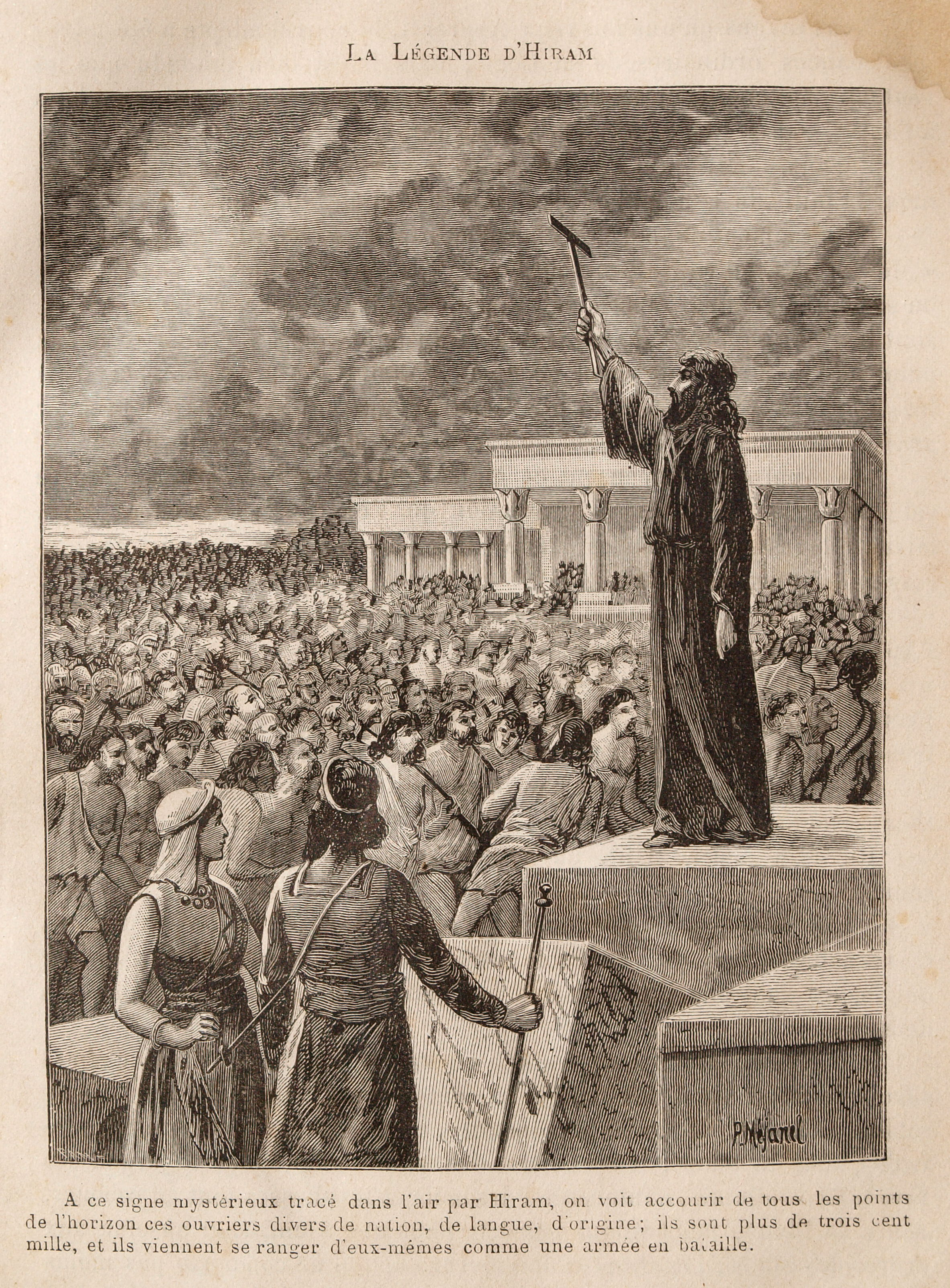
Rappresentazione di Hiram Abif, disegno di Pierre Méjanel

Hiram Abif è un personaggio mitologico, personificazione di qualità ideali tratte da figure della Bibbia.
Secondo la leggenda tramandata nell'esoterismo, e in particolare nel rituale massonico, viene indicato come l'architetto a capo della costruzione del Tempio di Salomone, edificato attorno all'anno 988 a.C.
La sua uccisione, e la successiva resurrezione dopo il ritrovamento della tomba, simboleggia il percorso iniziatico all'interno della Massoneria per accedere al grado di maestro.

## Storia
Due figure tratte dalle fonti bibliche possono essere state usate come modello per la figura massonica di Hiram Abif: Hiram il re di Tiro, oppure Hiram, capomastro di altissima competenza proveniente da Tiro, ruolo più vicino a quello di architetto capo dello Hiram del rituale massonico.
Hiram I, re di Tiro, è citato in Samuele II, 5:11 per aver inviato materiali di costruzione e uomini per l'edificazione della prima versione del Tempio di Gerusalemme.
Nella Bibbia, Cronache II, 2:13, si racconta di una richiesta formale fatta da re Salomone di Gerusalemme al re Hiram I di Tiro, per maestranze e materiali per costruire un nuovo tempio; il Re Hiram risponde: "Io ti sto inviando Huram-Abi, un uomo di grande abilità, discendente di parte materna dalla tribù di Dan e con padre nativo di Tiro. È molto capace nel lavorare con oro e argento, bronzo e ferro, pietra e legno e nell'utilizzo di lino fine tinto di porpora, blu e rosso cremisi. È un esperto in vari tipi di bassorilievo e incisione e può eseguire qualsiasi disegno gli sia proposto. Lavorerà con i tuoi mastri e con quelli del mio signore, David tuo padre".
Nel Primo Libro dei Re, 7:13-14, Hiram è descritto come il figlio di una vedova di Tiro, assunto da Salomone per eseguire gli ornamenti bronzei del nuovo tempio. Rifacendosi a questo passo biblico, i massoni spesso si riferiscono a Hiram Abif come al "figlio della vedova". Hiram viveva o comunque lavorò almeno temporaneamente sul terreno argilloso (1 Re 7:46-47) lungo il fiume Jabbok, sulla riva est del fiume Giordano, vicino alla confluenza fra i due fiumi.
C'è una certa allusione al dio egizio Horus, anch'esso figlio di una vedova, ossia Iside, a cui era morto il marito Osiride ucciso da Set. Anche questo mito comprende una resurrezione.

## Il mistero della parola perduta
Nella versione che ci è stata tramandata Hiram Abif aveva diviso i suoi operai in tre livelli e assegnato a ogni livello una parola segreta (per farsi identificare nel momento della riscossione della paga). Secondo la tradizione massonica gli apprendisti erano identificati con la parola "Boaz", gli operai con "Jachin" e i maestri con Jehovah. Ancora secondo la tradizione massonica più conosciuta, Hiram fu ucciso da tre lavoratori, impegnati nella costruzione del Tempio, che volevano sapere la parola segreta per passare a un grado successivo. Ma quali che fossero queste informazioni o segreti, Hiram non rivelò nulla. Fu colpito tre volte alla testa, ogni volta da uno dei tre operai ognuno con uno strumento, usciti da una porta del Tempio da est, da sud e da ovest percorrendo il corso del Sole nel cielo. Le sue spoglie furono sepolte, per essere recuperate in seguito da re Salomone, sotto un albero di acacia. Il re rinvenne lo scheletro, che fu scosso smuovendo la polvere che volò per aria, e gli assicurò un'appropriata e degna sepoltura. 
Questa parola segreta è detta in Massoneria "parola perduta" e nella Cabbala il "nome ineffabile"; anche nei misteri antichi essa era rivelata con conseguente uccisione simbolica del maestro. I tre lavoratori sono sconosciuti (probabilmente babilonesi durante la conquista di Gerusalemme) che distrussero il tempio e la leggenda prosegue col proposito di vendicare Hiram e ricostruire il tempio.

## La corrispondenza con varie personalità
Gli storici revisionisti e massoni, Christopher Knight e Robert Lomas, dibattono nel loro libro La chiave di Hiram l'ipotesi che Hiram Abif fosse in realtà il faraone di Tebe, Ta'o il Coraggioso. Abif testimonia una leggenda della società massonica.
Secondo una tesi esposta nel libro del giornalista Sergio Frau, Le colonne d'Ercole: un'inchiesta, vi sarebbe stata stretta relazione tra gli Shardana (sher-dan), i principi della tribù ebraica di Dan, e la perduta tribù che accompagnava Mosè nell'Esodo, tribù alla quale Hiram sarebbe appartenuto.
Sono state evidenziate analogie anche con la figura di Christian Rosenkreuz.